# Поселение Гехарот
Поселение Гехарот (англ. Gegharot settlement) —  поселение бронзового века, расположенное на холме близ одноименного села в Арагацотнской области Армении.

## Исследование
Археологический комплекс в Гегароте был впервые идентифицирован Мартиросяном, который зафиксировал разбросанные поверхностные материалы раннего бронзового века, циклопическую крепость и кладбище. Однако только кладбище стало объектом более интенсивных исследований. В 1956 году Мартиросян раскопал пять захоронений позднего бронзового века, а в 1960 году Есаян исследовал ещё три.
Поверхностные останки, обнаруженные в Гегароте, включали большой корпус фрагментарной керамики, указывающей на занятия, датируемые ранним и поздним бронзовым веками, а также периодом железного века. Первоначальные пробные раскопки, проведенные в 2000 году, зафиксировали хорошо сохранившиеся жилые полы раннего и позднего бронзового века, а также ряд эпизодов разрушений, которые побудили археологов расширить исследования на этом месте в 2002 и 2003 годах. В 2005 и 2006 годах Гегарот стал основным объектом исследований ArAGATS.
Из стратиграфии участка, материальных комплексов и имеющихся  радиоуглеродных определений ясно, что поселение раннего бронзового века в Гегароте было заселено в течение двух фаз горизонта Кура-Аракс: раннее заселение, начавшееся во второй половине четвертого тысячелетия до нашей эры (около 3500/3350-2900 гг. до н.э.), определяемое материальным комплексом Элар-Арагац, и более позднее заселение с начала третьего тысячелетия до нашей эры (около 2900-2700 гг. до н.э.), отмеченное комплексом Карнут-Шенгавит.
С 2000 года место раскапывается под руководством Р.Бадаляна и А.Т.Смита под эгидой совместного армяно-американского проекта ArAGATS. Были обнаружены большое количество хорошо сохранившихся древесных углей. Исследование анатомии древесины по трём сечениям под микроскопом отраженного света, необходимое для идентификации древесных углей, проводилось систематически и завершалось наблюдением за древесной структурой на поперечных сечениях с использованием стереомикроскопа.